# Cordia greggii
Cordia greggii är en strävbladig växtart som beskrevs av John Torrey. Cordia greggii ingår i släktet Cordia, och familjen strävbladiga växter. Inga underarter finns listade i Catalogue of Life.